# Libanesische Basketballnationalmannschaft der Damen
Die libanesische Basketballnationalmannschaft der Damen ist die Auswahl libanesischer Basketballspielerinnen, welche die Fédération Libanaise de Basketball auf internationaler Ebene, beispielsweise in Freundschaftsspielen gegen die Auswahlmannschaften anderer nationaler Verbände, aber auch bei internationalen Wettbewerben repräsentiert. Größter Erfolg war der fünfte Rang bei der Asienmeisterschaft 2011. Im Jahr 1947 trat der nationale Verband dem Weltverband Fédération Internationale de Basketball (FIBA) bei. Im November 2013 wurde die Mannschaft auf dem 53. Rang der Weltrangliste der Frauen geführt.

## Internationale Wettbewerbe

### Libanon bei Weltmeisterschaften
Die Mannschaft konnte sich bisher nicht für eine Weltmeisterschaft qualifizieren.

### Libanon bei Olympischen Spielen
Bisher gelang es der Mannschaft nicht, sich für die olympischen Basketballwettbewerbe zu qualifizieren.

### Libanon bei Asienmeisterschaften
Die Mannschaft kann bisher drei Teilnahmen an Asienmeisterschaften vorweisen:
| - 1965: nicht qualifiziert - 1968: nicht qualifiziert - 1970: nicht qualifiziert - 1972: nicht qualifiziert - 1974: nicht qualifiziert - 1976: nicht qualifiziert - 1978: nicht qualifiziert - 1980: nicht qualifiziert - 1982: nicht qualifiziert - 1984: nicht qualifiziert - 1986: nicht qualifiziert - 1988: nicht qualifiziert - 1990: nicht qualifiziert | - 1992: nicht qualifiziert - 1994: nicht qualifiziert - 1995: nicht qualifiziert - 1997: nicht qualifiziert - 1999: nicht qualifiziert - 2001: 13. Platz - 2004: nicht qualifiziert - 2005: nicht qualifiziert - 2007: nicht qualifiziert - 2009: 8. Platz - 2011: 5. Platz - 2013: nicht qualifiziert - 2015 |